# Якорь Дэнфорта

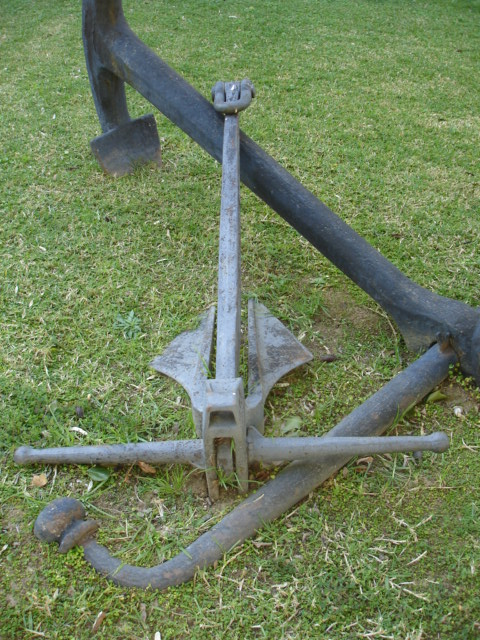
Якорь Дэнфорта

Якорь Дэнфорта (англ. Danforth anchor) — разновидность станового судового якоря повышенной держащей силы, изобретён американским инженером Ричардом Дэнфортом. При испытаниях на песчаном грунте в апреле 1948 года опытный образец якоря показал феноменальную держащую способность — более чем 200-кратное превышение держащей силы над своим весом.

## Конструкция и принцип действия
В начале 1920-х годов немецкий инженер Генрих Хейн установил основные требования к якорю повышенной держащей силы — максимально сближенные лапы, шток у лап (а не у рыма) и «обтекаемая» головная часть. Конструкция Дэнфорта полностью соответствует этим требованиям.
Якорь Дэнфорта имеет длинное веретено и плоские лапы треугольной формы. При падении на дно он укрепляется не в верхнем рыхлом слое грунта, как,  например, якорь Холла, а уходит глубже и достигает более плотных грунтов, например, глины, где надёжно «держит».  Удлинённый шток расположен в нижней части и служит стабилизатором, не позволяющим якорю опрокидываться набок. Коробка якоря (место соединения лап с веретеном) лишена каких-либо выступающих частей, мешающих зарываться в грунт. 
Дэнфорт разработал более десятка модификаций своего якоря, от облегчённых (несколько килограммов), до тяжёлого, массой 7 тонн.
Якорь Дэнфорта имеет некоторые недостатки: 
- Якорь очень плохо работает там, где не может заглубиться, например, на плотном каменистом грунте. По мере роста массы якоря этот недостаток уменьшается.
- При отдаче на сильном течении лёгкий якорь Дэнфорта может начать дрейфовать и упасть на дно не там, где ожидалось.
- Иногда якорь так глубоко зарывается, что его трудно выломать из грунта: требуемая для этого сила сопоставима с держащей силой.
- Из-за длинного штока якорь не компактен.